# Schienenverkehr in Bosnien und Herzegowina

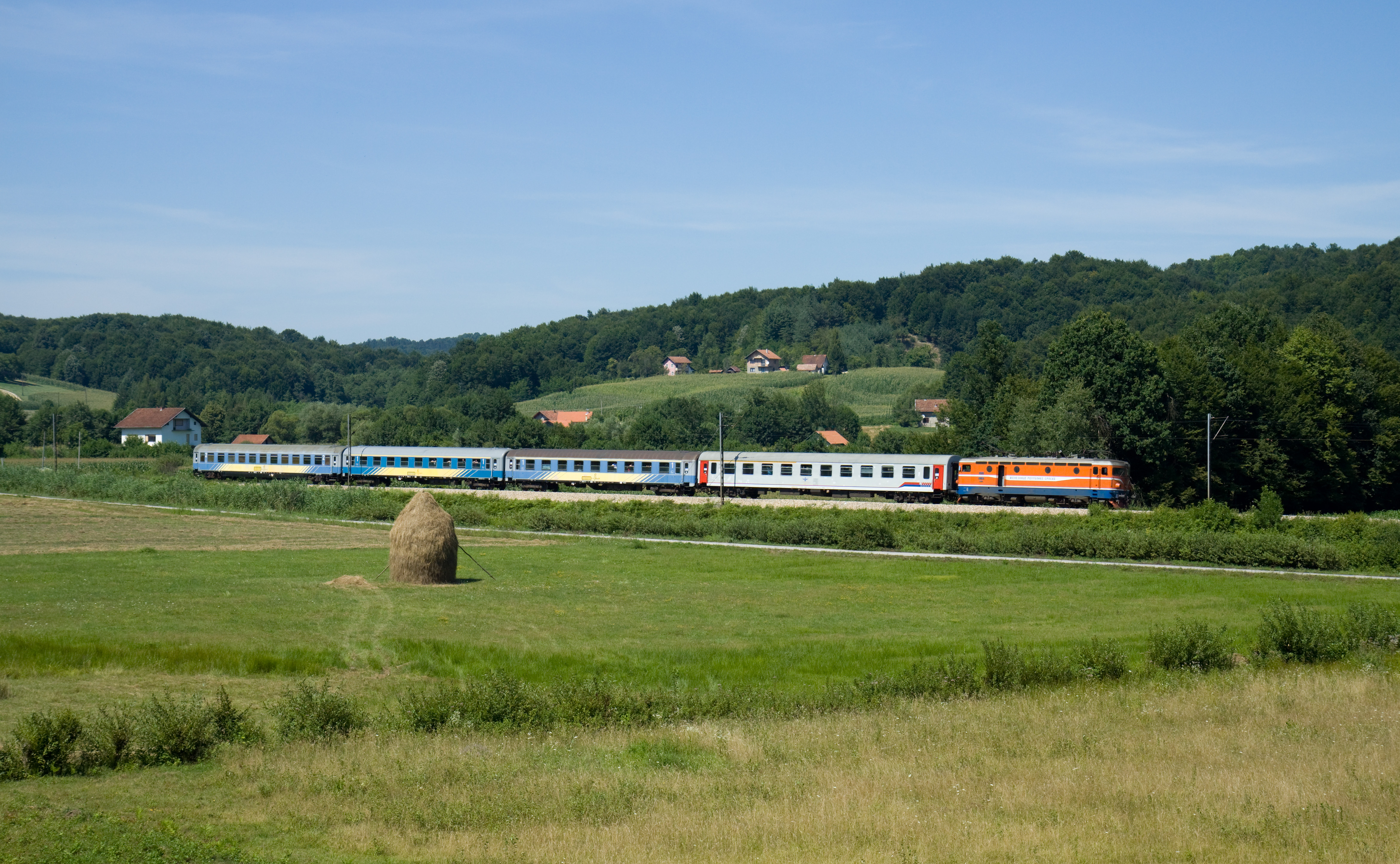
Schnellzug Zagreb–Sarajevo zwischen Prnjavor und Doboj.

Der Schienenverkehr in Bosnien und Herzegowina wird von zwei Eisenbahngesellschaften betrieben, die aus den Jugoslawischen Eisenbahnen (JŽ) hervorgegangen sind:
- Željeznice Federacije Bosne i Hercegovine (ŽFBH)
- Željeznice Republike Srpske (ŽRS)

Diese Zweiteilung beruht auf der Teilung Bosniens und Herzegowinas in zwei Entitäten infolge des Dayton-Vertrages. Die Koordination zwischen beiden Gesellschaften erfolgt durch eine Dachgesellschaft, die Bosanskohercegovačka željeznička javna korporacija (BHŽJK).
Das Rollmaterial der ŽFBH und der ŽRS insbesondere im Regionalverkehr ist im Fahrgastbereich schlecht unterhalten. Anschlüsse, vor allem in den Umsteigebahnhöfen in Sarajevo, Doboj und Banja Luka, bestehen nur vereinzelt. Ohne technische Notwendigkeit werden an den Grenzen zwischen den ŽFBH und den ŽRS die Lokomotiven gewechselt.

## Streckennetz

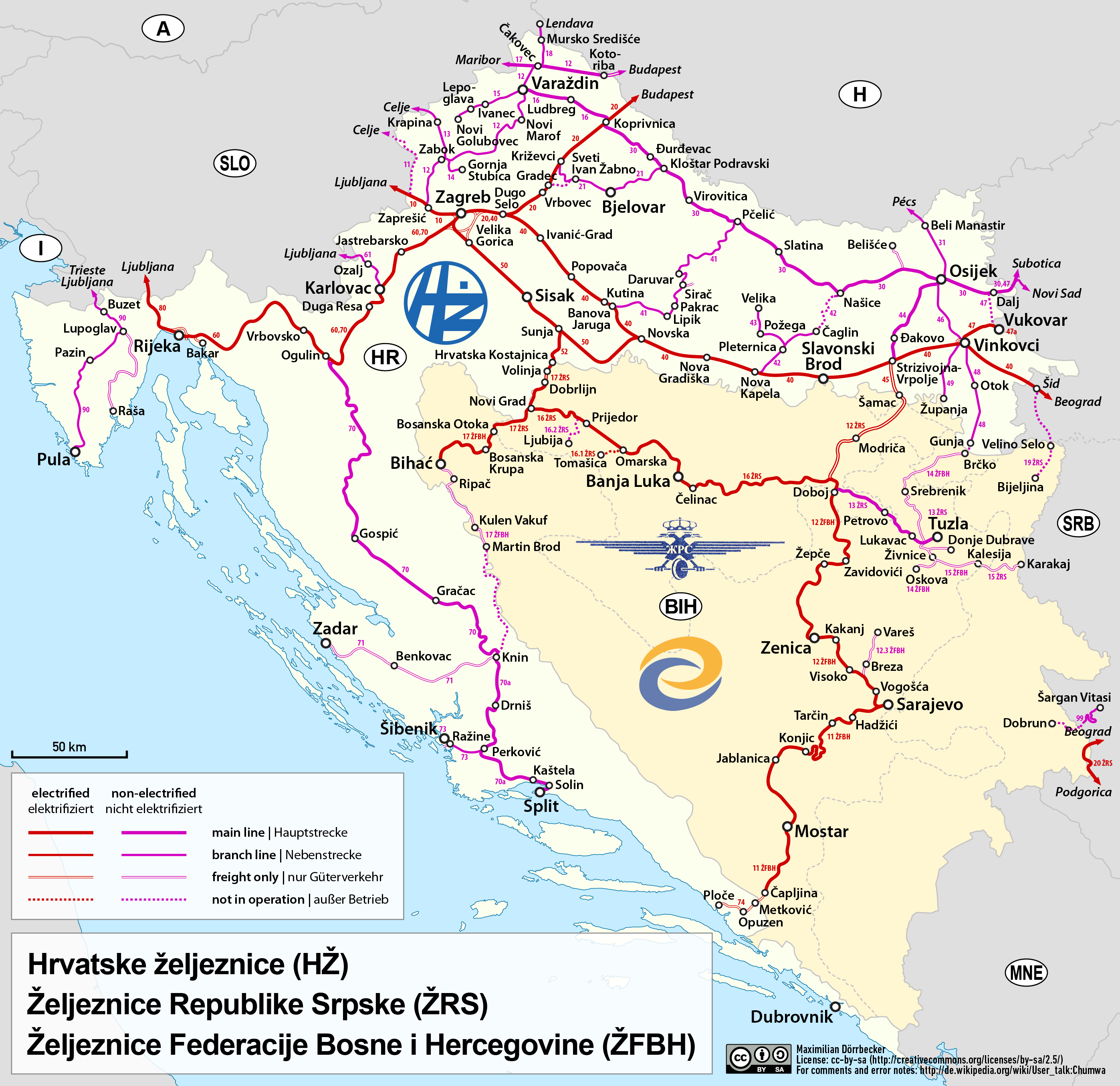
Schienennetz in Bosnien-Herzegowina und Kroatien

Die Länge des bosnisch-herzegowinischen Schienennetzes beträgt derzeit 1026 Kilometer. Es war früher bedeutend umfangreicher, um das Jahr 1970 wurden jedoch etliche Schmalspurstrecken in bosnischer Spurweite stillgelegt.
Die beiden Eisenbahnhauptachsen des Landes sind:
- in Süd-Nord-Richtung: (Ploče–) Čapljina–Mostar–Konjic–Sarajevo im Tal der Neretva und weiter nach Zenica–Doboj–Šamac im Bosnatal (Paneuropäischer Verkehrskorridor Nr. Vc)
- in West-Ost-Richtung: (Zagreb–Sunja–) Dobrljin–Banja Luka –Doboj –Tuzla–Zvornik (–Loznica)

Zudem führt die Bahnstrecke Belgrad–Bar mit einem Haltepunkt in Štrpci sowie die schmalspurige Museumsbahn Šarganska osmica jeweils auf einem kurzen Abschnitt über bosnisch-herzegowinisches Territorium.
Das Schienennetz ist in schlechtem Zustand. Es existieren zahlreiche Langsamfahrstellen und personalaufwendige Sicherungsanlagen.

## Željeznice Federacije Bosne i Hercegovine (ŽFBH)

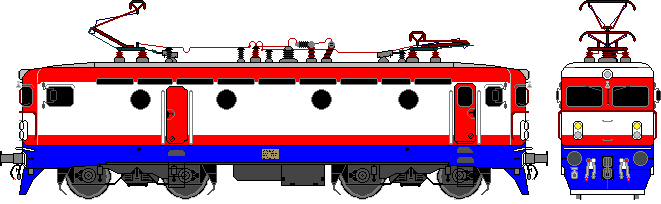
Lokomotive Baureihe 441 in Design der ŽFBH.

Die Željeznice Federacije Bosne i Hercegovine (ŽFBH), deutsch Eisenbahnen der Föderation Bosnien und Herzegowina, haben ihren Sitz in Sarajevo und betreiben die Strecken in der Föderation Bosnien und Herzegowina.
Die ŽFBH entstanden 2001 aus der Fusion der bosniakisch kontrollierten Željeznice Bosne i Hercegovine (ŽBH) und der kroatisch kontrollierten Željeznice Herceg-Bosne (ŽHB). Seit 1992 ist die ŽBH/ŽFBH Mitglied der UIC und nutzt den UIC-Ländercode 49.
Das Streckennetz der ŽFBH hat folgenden Umfang:
| Mehrgleisigkeit | Länge  |
| --------------- | ------ |
| eingleisig      | 540 km |
| zweigleisig     | 68 km  |
| Total           | 608 km |

| elektrifiziert  | Länge  |
| --------------- | ------ |
| mit 25 kV 50 Hz | 441 km |
| Dieselbetrieb   | 167 km |
| Total           | 608 km |

### Güterverkehr

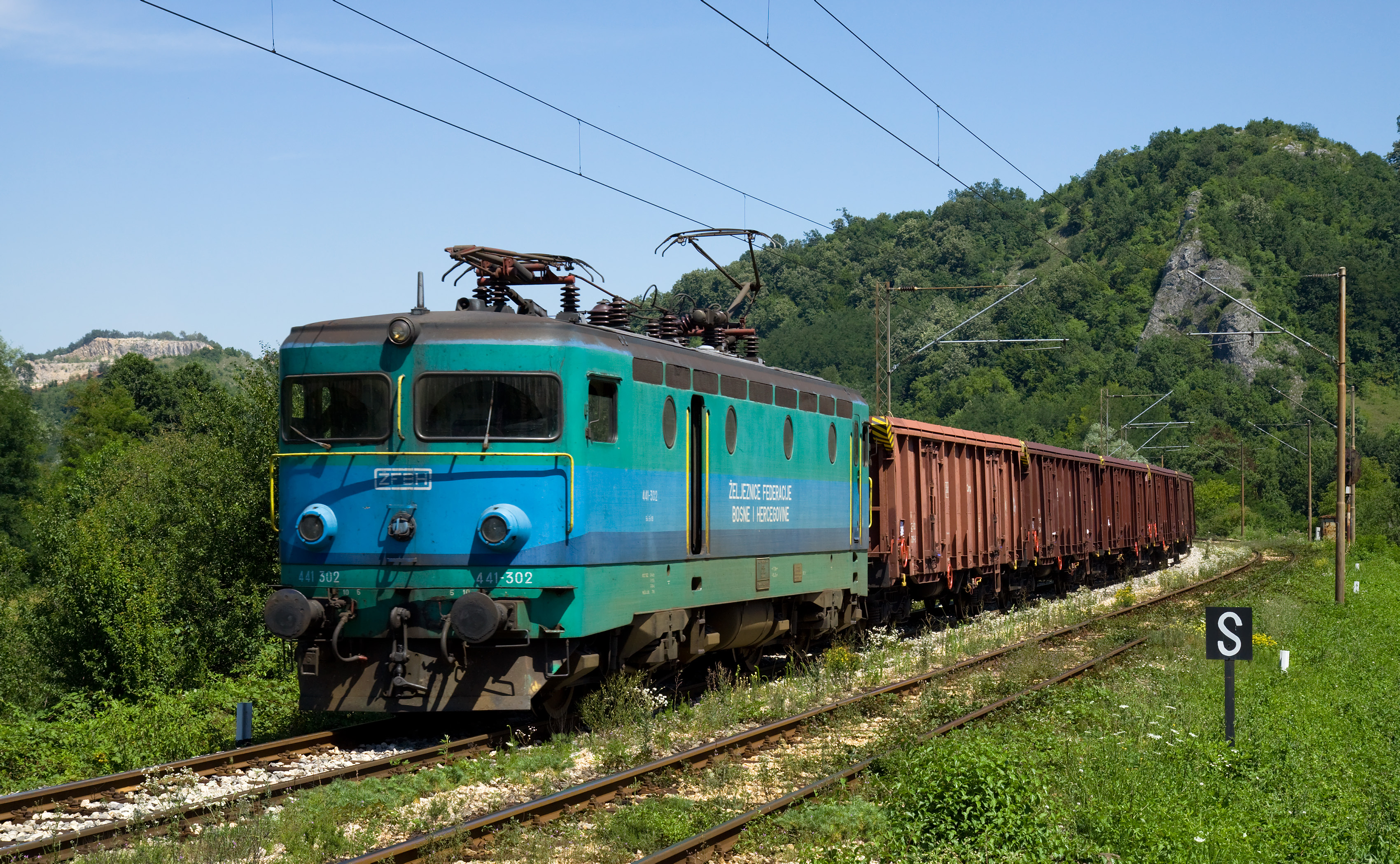
Güterzug der ŽFBH mit Baureihe 441 zwischen Doboj und Maglaj.

Für den Güterverkehr spielt die Bahn eine wichtige Rolle, insbesondere im Bereich der industriellen Zentren des Landes. Hauptnutzer und Großkunden im Güterverkehr sind neben den Chemiebetrieben der Kohlebergbau in Tuzla, die Eisenwerke sowie das Unternehmen ArcelorMittal in Zenica, die erzverarbeitenden Betriebe in Zenica und Tuzla und das Aluminiumwerk in Mostar.

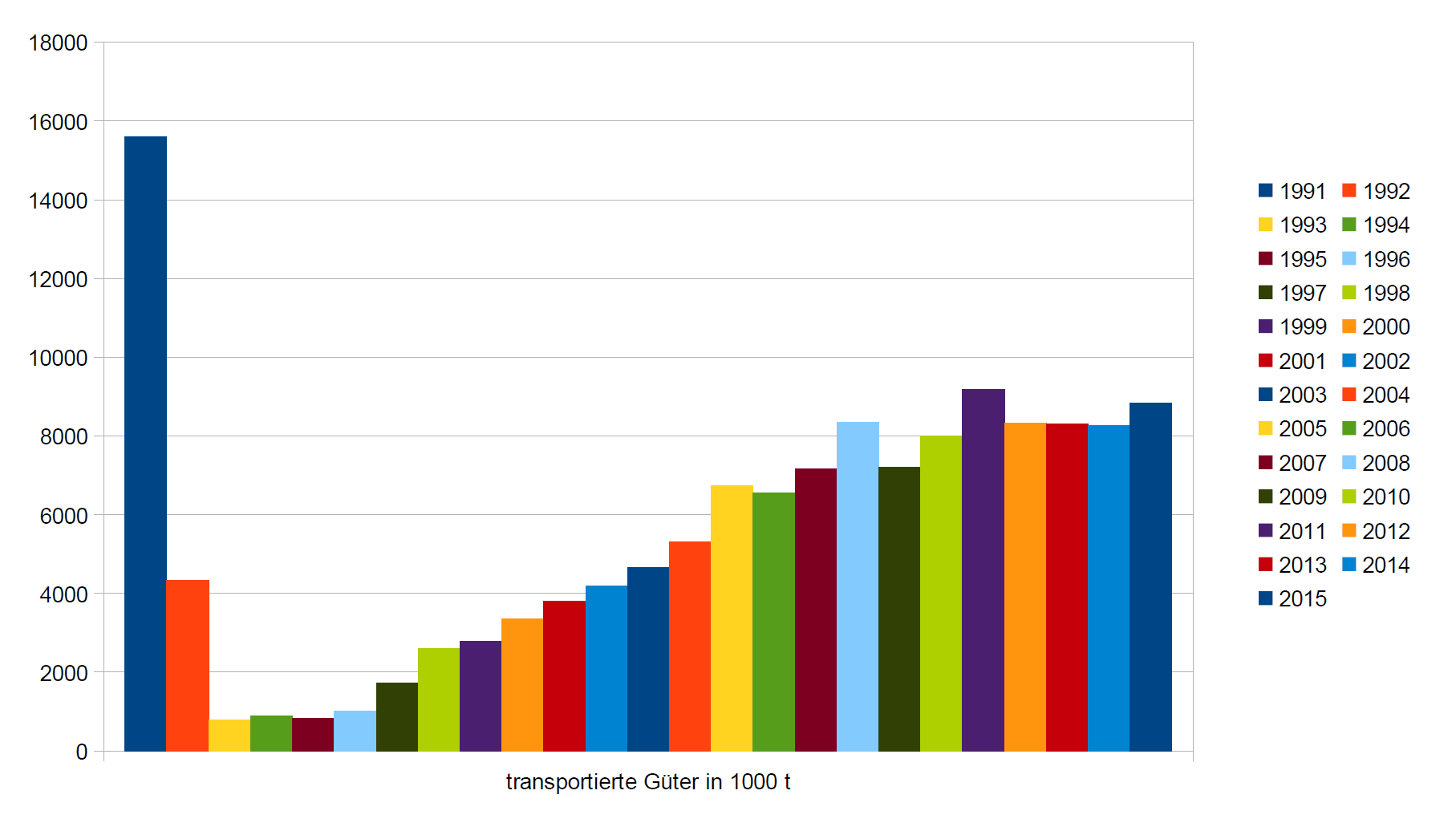
Menge der im transportierten Güter in Tausend Tonnen auf den Strecken der öffentlichen Eisenbahnen der Föderation von Bosnien und Herzegowina.

### Personenverkehr

Blick auf den Sarajevoer Hauptbahnhof.

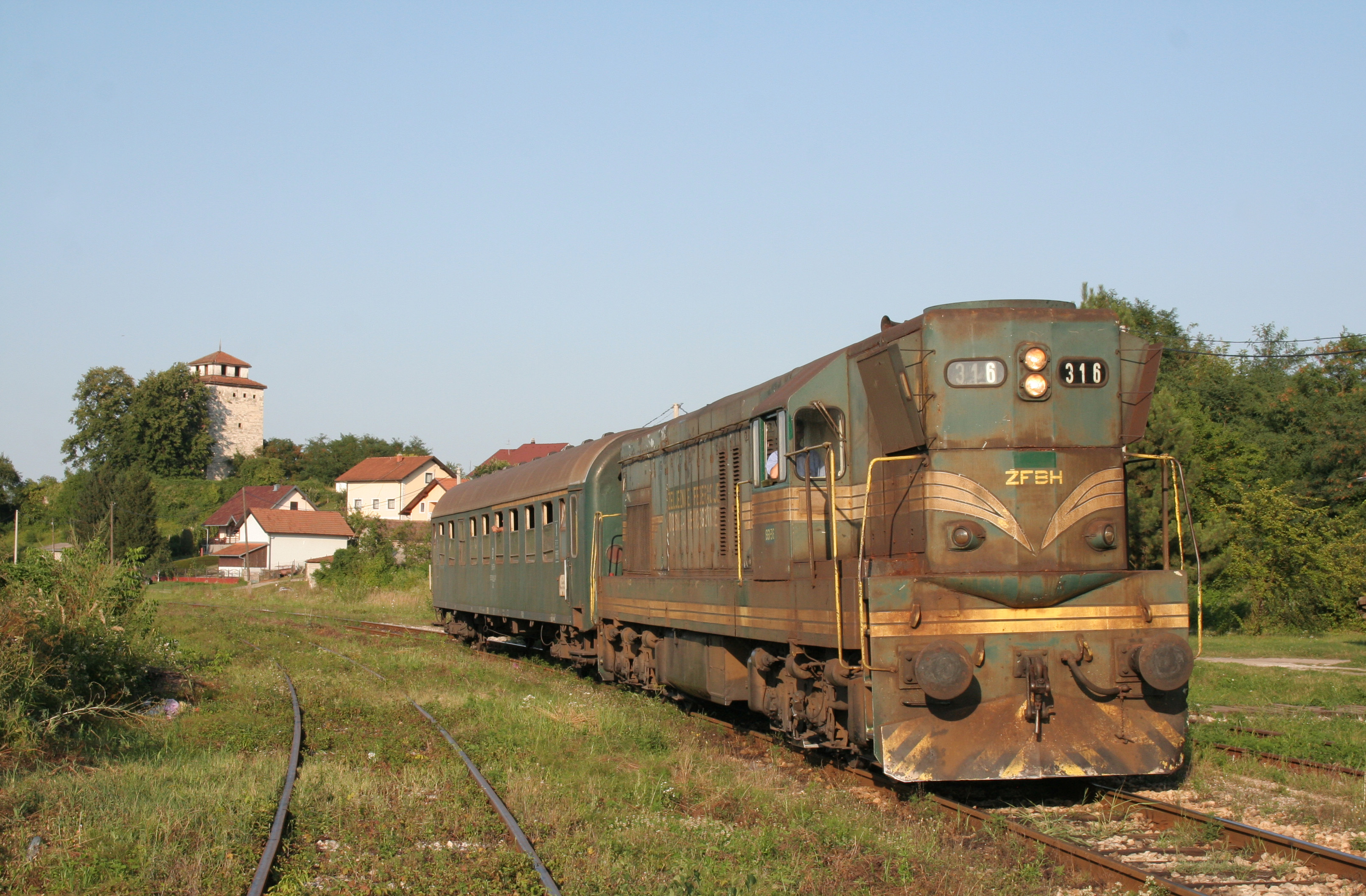
Regionalzug der ŽFBH zwischen Brčko und Tuzla.

Innerhalb Bosnien und Herzegowinas hat die Eisenbahn heute nur eine geringe Bedeutung im Personenverkehr, der Großteil des öffentlichen Verkehrs wird mit Reisebussen abgewickelt. In der Föderation Bosnien und Herzegowina gibt es folgende Verbindungen:
- Sarajevo–Pazaric: 6 Zugpaare pro Tag
- Sarajevo–Konjic: 1 Zugpaar pro Tag (aktuell wegen technischer Störung am Zug ausgesetzt)[4]
- Sarajevo–Caplinja: 2 Zugpaare pro Tag (1 Zugpaar verkehrt an Freitag, Samstag, Sonntag im Zeitraum 2. Juni – 27. August weiter nach Ploce)[5]
- Sarajevo–Visoko: 9 Zugpaare pro Tag (2 Zugpaare aktuell ausgesetzt)
- Maglaj – Sarajevo: 1 Zugpaar pro Tag verkehrt durch; 1 Zugpaar Maglaj – Zenica; 1 Zugpaar Zenica – Sarajevo in Zenica besteht kein Anschluss zwischen den Regionalzügen (Wartezeit beträgt 9 Stunden)

Die Schnellzugverbindung in das kroatische Zagreb gibt es derzeit nicht, ebenso entfallen die Schnellzüge zwischen Sarajevo und Doboj. Zudem gibt es keinen Personenverkehr zwischen Doboj und Maglaj (Ethnitätsgrenze).
Die ŽFBH haben im Juli 2005 neun neunteilige Talgo-Garnituren bestellt, die technisch vom Talgo 7 abgeleitet, aber nicht spurwechselfähig sind. Fünf Einheiten sind als Tageszug mit 237 Plätzen eingerichtet und vier Einheiten als Nachtzug mit 186 Plätzen. Nach jahrelangen Vorbereitungen verkehren von 2016 bis 2020 die Talgo-Züge fahrplanmäßig auf der Strecke Sarajevo–Doboj.
Seit Juni 2017 verkehren die Talgo-Züge zudem zwischen von Sarajevo über Mostar nach Čapljina. Die geplante Verbindung von Doboj nach Banja Luka oder sogar bis Zagreb ist bis zu diesem Zeitpunkt nicht zustande gekommen.

## Željeznice Republike Srpske (ŽRS)

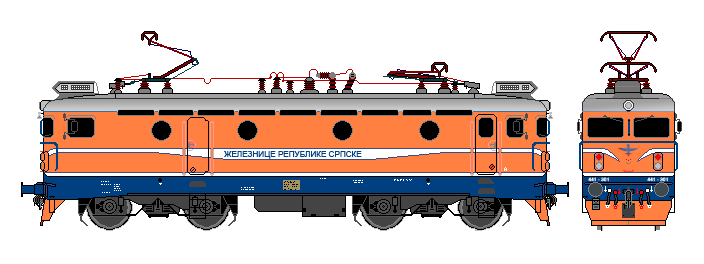
Baureihe 441 in Design der ŽRS.

Die Željeznice Republike Srpske (ŽRS oder Željeznice RS), deutsch Eisenbahnen der Republika Srpska, haben ihren Sitz in Doboj und betreiben die Strecken in der Republika Srpska.
Seit 1998 sind die ŽRS Mitglied der UIC und nutzen den UIC-Ländercode 44.
Das Streckennetz der ŽRS hat folgenden Umfang:
| Streckenlänge | elektrifiziert mit 25 kV 50 Hz Wechselstrom | nicht elektrifiziert | Total     |
| ------------- | ------------------------------------------- | -------------------- | --------- |
| eingleisig    | 313,47 km                                   | 80,22 km             | 393,69 km |
| zweigleisig   | 24,60 km                                    | —                    | 24,60 km  |
| Total         | 338,07 km                                   | 80,22 km             | 418,29 km |

### Personenverkehr
Am 27. November 2023 gaben die Željeznice Republike Srpske den Jahresfahrplan gültig vom 10. Dezember 2023 bis 14. Dezember 2024 bekannt. Nach dem neuen Fahrplan werden die Eisenbahnen im Inlandsverkehr mit 27 Zügen auf folgenden Strecken verkehren:
- Doboj – Banja Luka – Doboj – acht Züge pro Tag (in jede Richtung vier Züge)
- Doboj – Petrovo Novo – Doboj – zehn Züge pro Tag (in jede Richtung fünf Züge). Schülerzüge auf der Strecke Doboj – Petrovo Novo – Doboj verkehren während der Schulferien, an Wochenenden sowie an religiösen und nationalen Feiertagen nicht.

- Banja Luka – Novi Grad – Banja Luka – drei Züge pro Tag | Banja Luka – Dobrljin – Banja Luka – fünf Züge pro Tag | Novi Grad – Dobrljin – ein Zug pro Tag

somit zwei direkte Züge Banja Luka – Dobrljin und ein Zug Novi Grad – Dobrljin sowie zwei Züge von Banja Luka bis Novi Grad
und drei Züge Dobroljin bis Banja Luka und ein Zug von Novi Grad bis Banja Luka.

### Gleisgeometrie
Im Bereich der Messung der verschiedenen Parameter der Gleisgeometrie arbeiten die Željeznice Republike Srpske mit den Železnice Srbije zusammen. 
Seit August 2023 kommt zusätzlich ein von TVEMA gebauter Messwagen vom Typ „Sever 1435“ zum Einsatz. Das Fahrzeug liefert präzise Ergebnisse, Analysen und Bewertungen der Qualität der Gleisgeometrieparameter durch grafische und tabellarische Berichte. Es werden jeweils die Strecken bis zur Entitätsgrenze überwacht.

## Geschichte

### Österreich-Ungarische Herrschaft

#### Normalspur

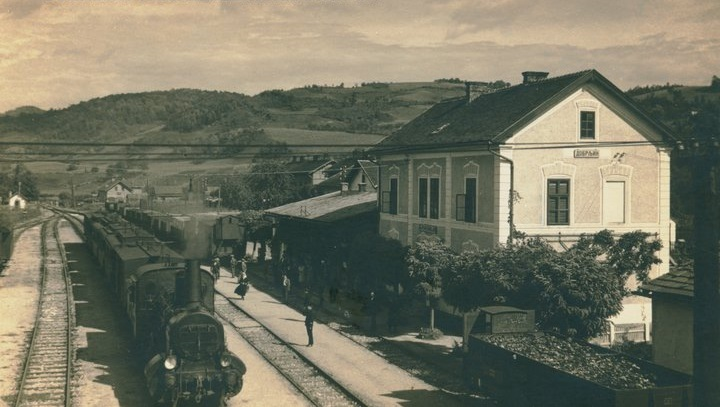
Bahnhof Dobrljin an der Normalspurstrecke nach Banja Luka.

Als die österreich-ungarische Armee 1878 das Land besetzte, stieß sie auf die Überreste der unter osmanischer Herrschaft errichteten Eisenbahn von Dobrljin nach Banja Luka. Sie war im Jahre 1872 von der Orientbahn als Teil einer osmanischen Sandschakbahn eröffnet worden. Die Reparaturarbeiten waren sehr aufwendig, aber im Frühjahr 1879 konnte die 101,6 Kilometer lange Strecke als „k.u.k. Militärbahn Banjaluka–Dobrlin“ wiedereröffnet werden. Im Jahr 1882 wurde die Lücke zwischen Dobrljin und Sisak (Kroatien) geschlossen, wodurch die direkte Normalspurlinie Wien–Banja Luka entstand. Über die Grenze führte auch die 4 Kilometer lange Verbindungsbahn Slavonski Brod–Bosanski Brod und das 1 Kilometer lange Endstück der Lokalbahn Vinkovci–Brčko.

#### Schmalspur

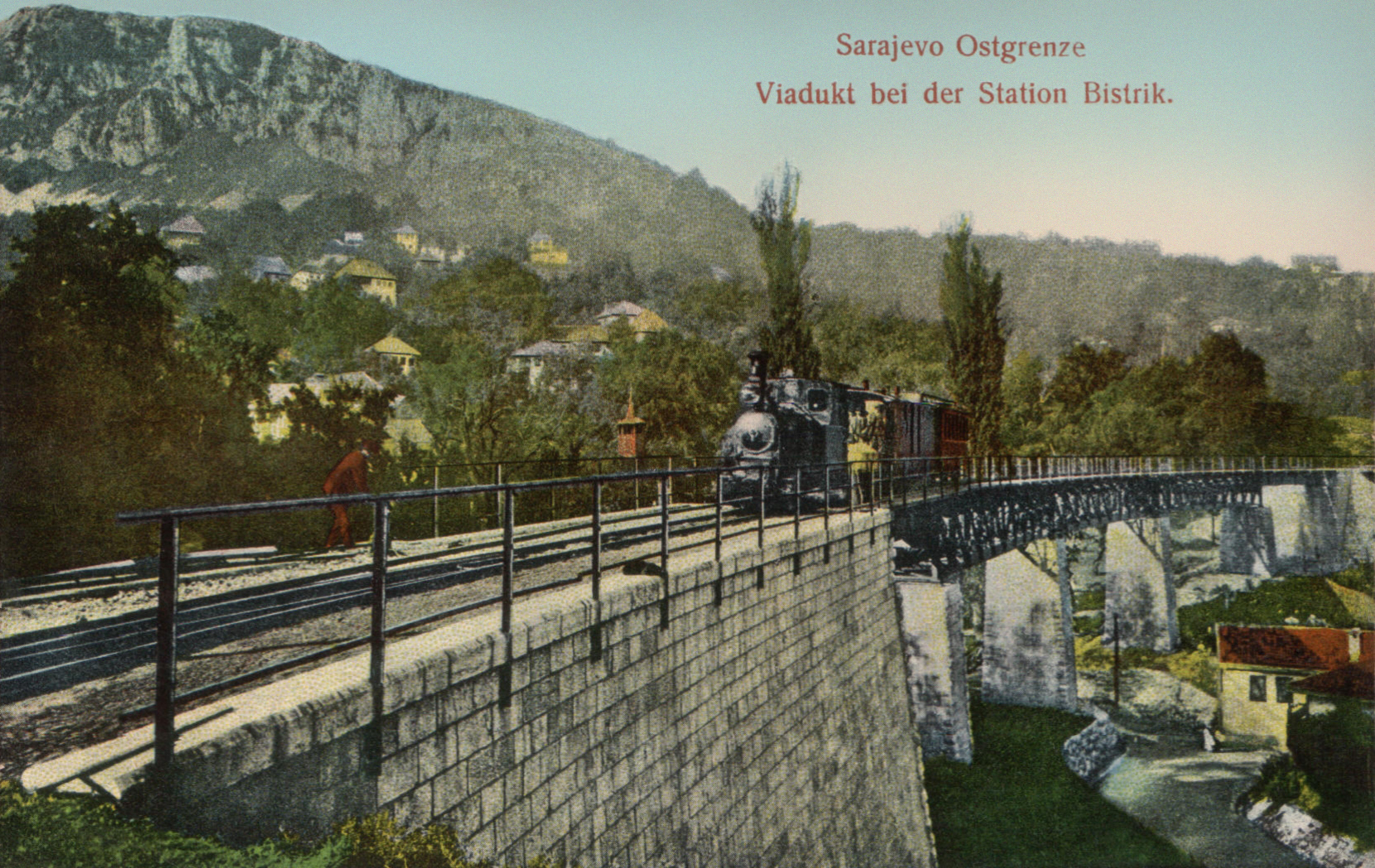
Viadukt der Bosnischen Ostbahn in der Nähe von Sarajevo.

Die meisten Bahnstrecken in Bosnien und der Herzegowina waren schmalspurig in Bosnischer Spurweite (760 mm) und wurden von den Bosnisch-Herzegowinischen Staatsbahnen (BHStB) betrieben. Die erste Strecke des umfangreichen Schmalspurnetzes war die als militärische Rollbahn errichtete Bosnabahn von Bosanski Brod nach Zenica, die bald nach Sarajevo verlängert wurde. Sie stellte für damalige Verhältnisse das erste moderne Verkehrsmittel der Region dar und wurde rasch an die Bedürfnisse des zivilen Verkehrs angepasst und erweitert. Die wichtigsten Strecken der BHStB waren die teilweise mit Zahnstangenabschnitten versehene Narentabahn von Sarajevo über Mostar zur Adriaküste und die Bosnische Ostbahn. Im Zuge der Annexion Bosniens und der Herzegowina erfolgte die 1908 die Umbenennung der BHStB in Bosnisch-Herzegowinische Landesbahnen (BHLB).
Konkurrenzdenken und anhaltende Streitereien zwischen Österreich und Ungarn verhinderten den Aufbau eines leistungsfähigen Normalspurnetzes. 1912/13 während der Balkankriege und insbesondere zu Beginn des Ersten Weltkriegs zeigte sich die beschränkte Kapazität des bosnisch-herzegowinischen Schienennetzes.

#### Schmalspurige Wald- und Industriebahnen

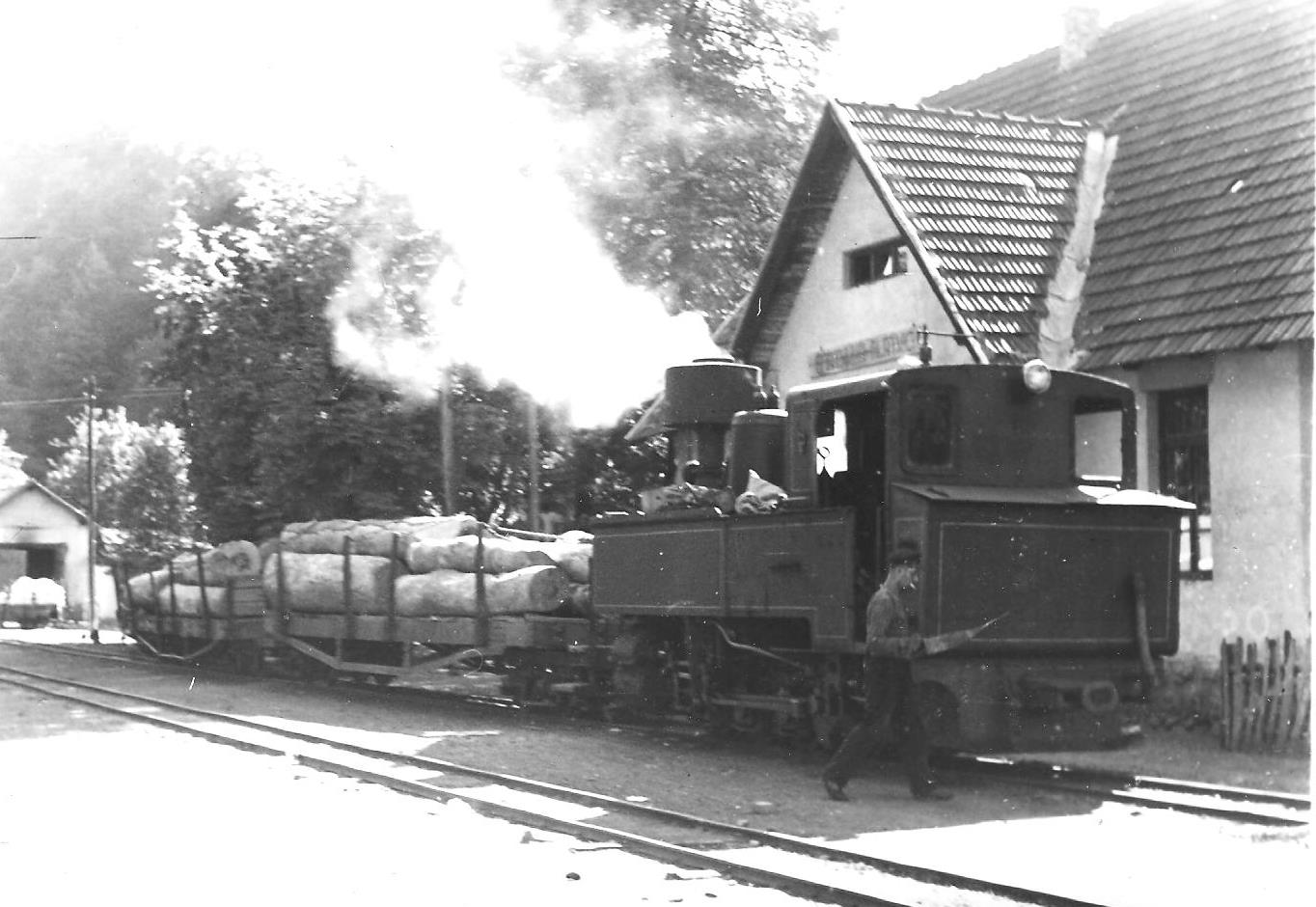
Ein Waldbahnzug der Usoratalbahn bei Rangiermanövern in Blatnica.

Große Bedeutung hatten in Bosnien die Waldbahnen, die zum Abtransport der umfangreichen Holzschläge aus den ausgedehnten Wäldern dienten. Die Ausdehnung der Waldbahnnetze übertraf zeitweise die Streckenlänge der öffentlichen Bahnen. Die private Steinbeisbahn mit ihrer Stammstrecke von Prijedor nach Knin wurde Ende des 19. Jahrhunderts als Waldbahn in Angriff genommen. Später – besonders in jugoslawischer Zeit – wurden ihre festen Strecken zu einem festen Bestandteil des öffentlichen Netzes. Die Hauptstrecke der Usoratalbahn und Waldbahn Teslić von Doboj nach Teslić wurde später auch vom öffentlichen Verkehr genutzt. Die Usoratalbahn war wie die Krivaja-Waldbahn Zavidovići–Olovo–Kusače im Eigentum des Landesärars, jedoch waren beide an Privatfirmen verpachtet. Daneben existierten verschiedene weitere Waldbahnen, die jeweils auf die Dauer der Holzernteverträge in den einzelnen Holzschlaggebieten errichtet wurden.
Bei den Industrie- und Schleppbahnen sind die Montanbahn Vogošća–Čevljanovići–Ivančići zum Abtransport von Erzen und Holz und die heute normalspurige Schleppbahn Podlugovi–Vareš erwähnenswert.

### Jugoslawien

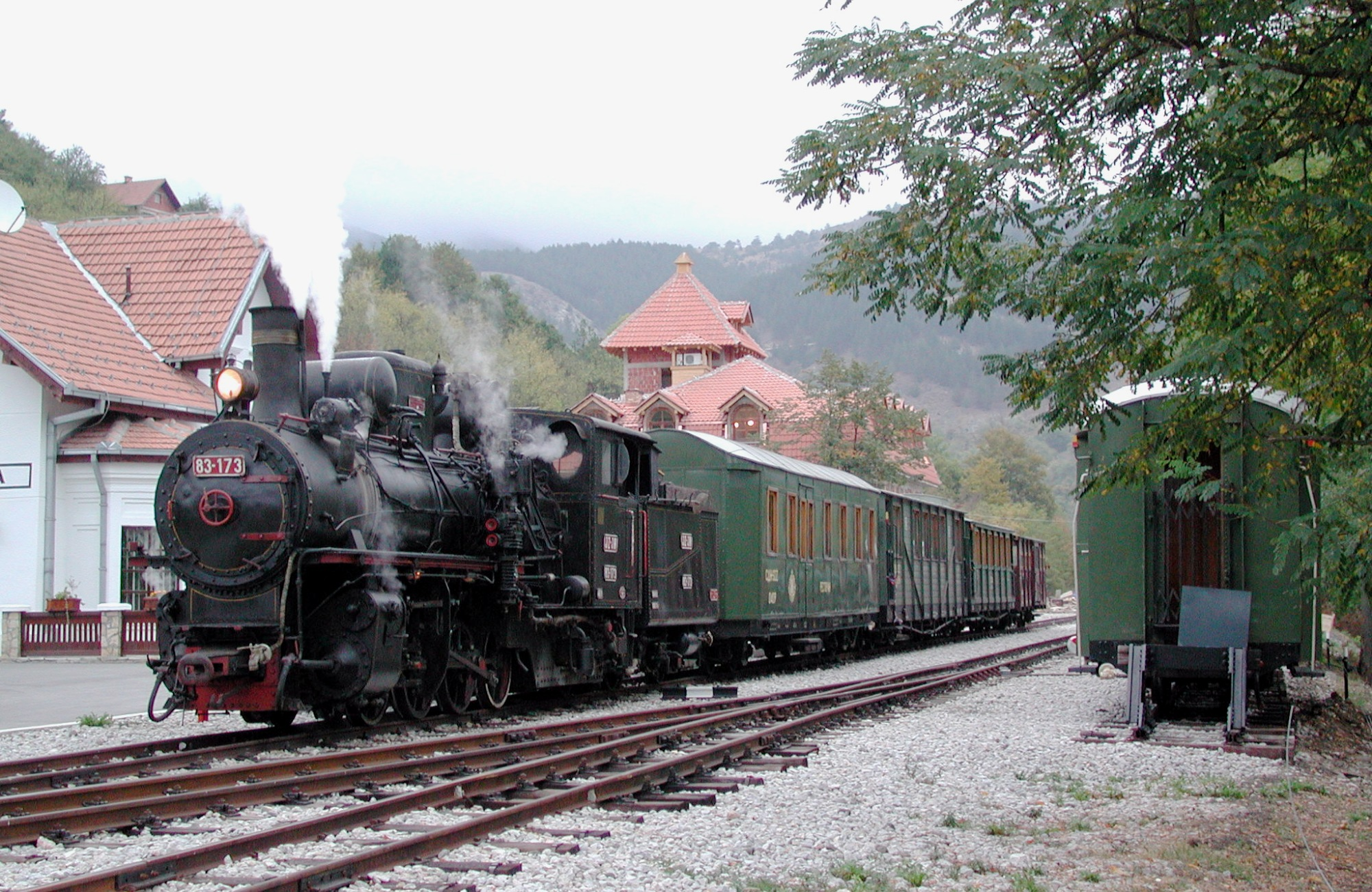
Dampfzug der Šarganska osmica in Mokra Gora unweit der bosnischen Grenze.

Nach Gründung des jugoslawischen Staates nach dem Ersten Weltkrieg wurden die Bosnisch-Herzegowinischen Landesbahnen (BHLB) ein Teil der Eisenbahnen des Königreichs der Serben, Kroaten und Slowenen (SHS). 1929 wurden daraus die Jugoslovenske Državne Železnice (JDŽ, Jugoslawische Staatsbahnen) und 1954 die Jugoslovenske Železnice (JŽ, Jugoslawischen Eisenbahnen). Die Schmalspurzüge oder deren Dampflokomotiven wurden im jugoslawischen Volksmund liebevoll „Ćiro“ genannt.

#### Königreich Jugoslawien
Der neu entstandene jugoslawische SHS-Staat baute die von den Vorgängerstaaten übernommenen Bahnstrecken zu einem zusammenhängenden Netz aus.
1925 wurden mit der Šarganbahn die Bosnische Ostbahn mit dem serbischen Schienennetz verbunden, womit ein zusammenhängendes Schmalspurnetz entstand. Durchgehende schmalspurige Schnellzüge, ausgestattet mit Speise- und Liegewagen, fuhren mit einer Fahrzeit von 23 Stunden von Belgrad über Sarajevo nach Dubrovnik. Eine Stichstrecke der Dalmatinerbahn wurde 1931/38 von Trebinje nach Nikšić verlängert, von wo aus ab 1948 die damals schmalspurige Strecke nach Podgorica die Verbindung mit der montenegrinischen Hauptstadt herstellte.
Die 1922 bis 1925 in Betrieb genommene Strecke Ugljevik–Bijeljina–Bosanska Rača an der heutigen serbischen Grenze erschloss die Kohlevorkommen in Ugljevik. 1939 wurde die Strecke nach Bosanska Mezgraja verlängert. Eine neue Linienführung zwischen Pazarić und Tarčin und ein 1931 eröffneter längerer Ivan-Tunnel ermöglichten die Verkürzung des Zahnstangenabschnitts der Narentabahn. Der Bau weiterer Stichstrecken ergänzte das Netz. Die Bosnische Ostbahn wurde 1929 mit der Stichstrecke Uvac–Priboj und 1939 mit der Flügelinie Ustiprača–Foča ergänzt.

#### Sozialistische Republik Jugoslawien

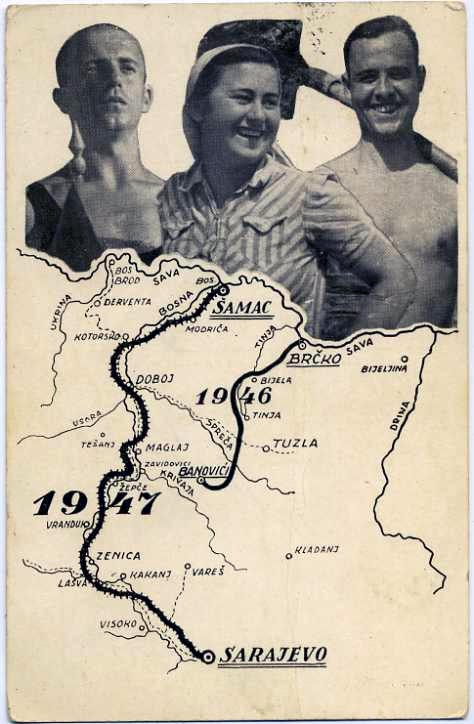
Plakat, mit dem für den Bahnbau Sarajevo–Šamac geworben wurde.

Nach dem Zweiten Weltkrieg hatten die jugoslawischen Schmalspurbahnen zunächst noch eine große Bedeutung, konnten aber den Verkehrsbedürfnissen nicht mehr genügten. Trotzdem wurde die Strecke Lašva–Donji Vakuf über den Komarpass noch 1945 nach Gornji Vakuf und 1947 mit einer Flügelstrecke von Bila Nova nach Trenica verlängert. Ansonsten wurden die Hauptlinien des Schmalspurnetzes auf Normalspur umgespurt oder Verbindungen wurden neu gebaut.
1948 wurde die Una-Bahn im Grenzgebiet von Kroatien und Bosnien-Herzegowina von Novi Grad nach Knin eröffnet. Bei ihrem Bau wurde auf dem Teilstück Lička Kaldrma–Knin die Trasse der Steinbeisbahn auf Normalspur umgebaut.

Im Rahmen von sozialistischen Jugendarbeits-Aktionen wurden weitere normalspurige Eisenbahnstrecken erstellt. Im Jahr 1946 bauten rund 60 000 junge Leute aus ganz Jugoslawien in nur sieben Monaten die 92 Kilometer lange Bahnstrecke Brčko–Banovići. Die Strecke dient vor allem der Erschließung der Kohlevorkommen in Banovići. 1947 wurde von 220 000 Jungen die 242 Kilometer lange Strecke Sarajevo–Šamac mit 17 Brücken und neun Tunnels erstellt. Auf dem Abschnitt Sarajevo–Doboj wurde die Gleise der Bosnabahn auf Normalspur umgebaut, währenddessen das Teilstück Doboj–Šamac neu erbaut wurde. Der Neubau der 90 Kilometer langen Eisenbahnlinie Doboj–Banja Luka im Jahr 1951 mit 34 Brücken und drei Tunnels war eines der letzten großen Werke der Jugendarbeits-Aktionen.
Die schmalspurige Narentabahn wurde ab 1963 zu einem großen Teil neu trassiert und auf Normalspur umgebaut. Sie wurde 1966 als Bahnstrecke Sarajevo–Ploče neu eröffnet. Die noch verbliebenen Schmalspurbahnen litten je länger je mehr unter der Konkurrenz durch den Straßenverkehr. Ihr Betrieb wurde in den 1960er- und 1970er-Jahren eingestellt, Lastwagen und Bus übernahmen den Verkehr.

### Bosnien und Herzegowina

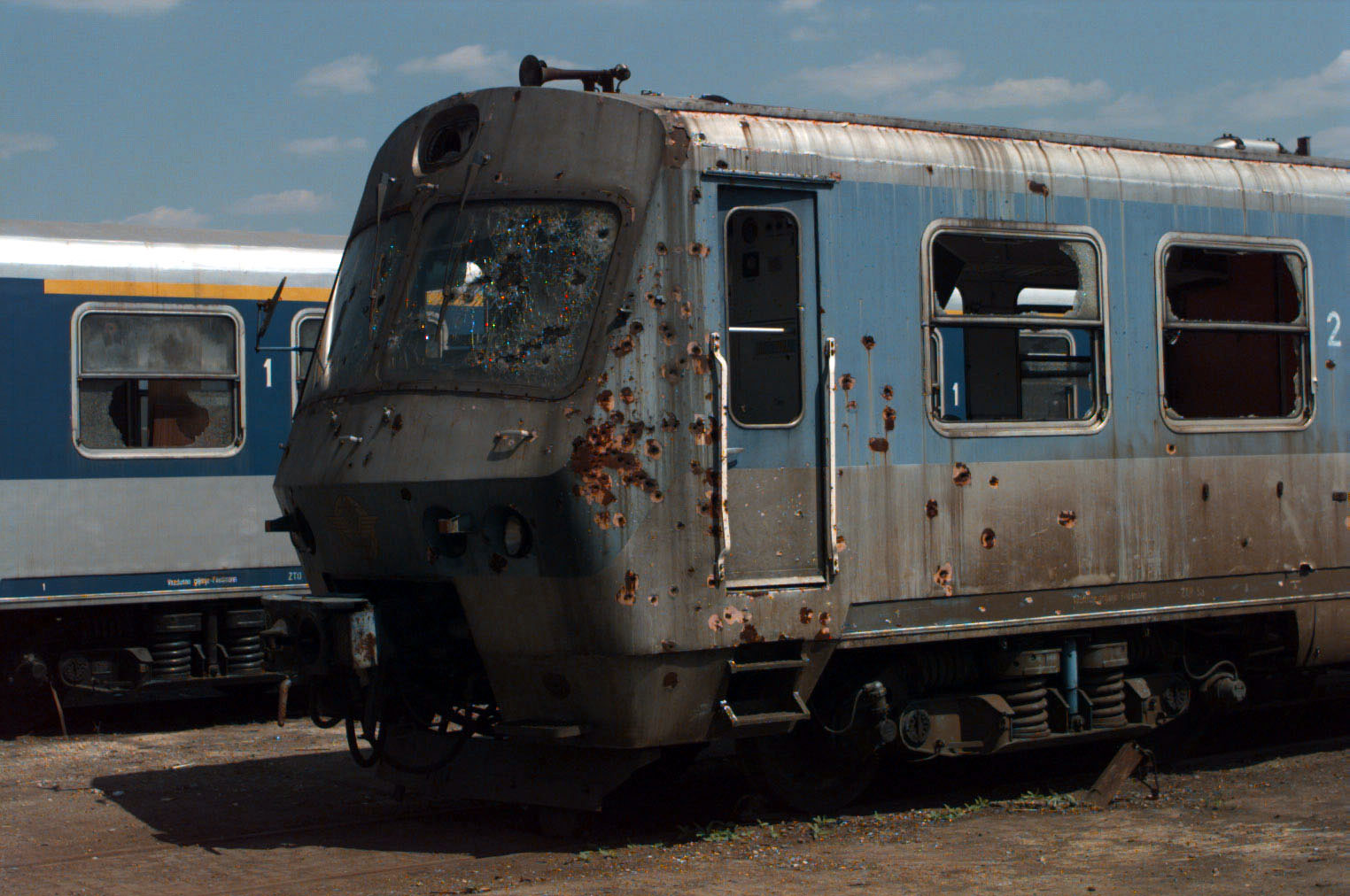
Im Bosnienkrieg zerschossener Triebzug der Baureihe 6111.

Die Ausrufung der Republik Bosnien und Herzegowina und der Republika Srpska 1992 sowie der Kroatischen Republik Herceg-Bosna im Jahr 1993 führte zur Aufteilung der Eisenbahnen auf drei Gesellschaften:
- Željeznice Bosne i Hercegovine (Eisenbahnen von Bosnien und Herzegowina) mit Sitz in Sarajevo
- Srpske željeznice (Serbische Eisenbahnen) mit Sitz in Banja Luka
- Željeznice Herceg-Bosne (Eisenbahnen Herceg-Bosna) mit Sitz in Mostar

Im Bosnienkrieg wurde das bosnisch-herzegowinische Eisenbahnnetz wie die übrige Infrastruktur nachhaltig beschädigt. 300 Bahnhöfe, 18 Brücken, davon solche über die Save und die Neretva, 140 Lokomotiven, 6700 Reisezug- und Güterwagen, 190 Kilometer Fahrleitung und die gesamte Sicherungs- und Fernmeldetechnik wurden zerstört. Als nach dem Krieg 1995 mit dem Dayton-Vertrag die föderale Republik Bosnien und Herzegowina entstand, änderten die Srpske željeznice ihren Namen in Željeznice Republike Srpske (ŽRS) und verlegten 1996 ihren Sitz von Banja Luka nach Doboj. Im Jahr 2001 entstanden durch Fusion der beiden anderen Bahngesellschaften die Željeznice Federacije Bosne i Hercegovine (ŽFBH).
Die Behebung der Kriegsschäden dauerte lange. Bis 1998 konnten vom ursprünglich rund 1200 Kilometer langen Schienennetz 700 Kilometer wieder befahrbar gemacht werden. Erst ab 2001 verkehrten wieder Schnellzüge zwischen Zagreb und Sarajevo. Ein Jahr später konnte der Betrieb über die Grenze zwischen Šamac und Slavonski Šamac in Kroatien wieder aufgenommen werden.

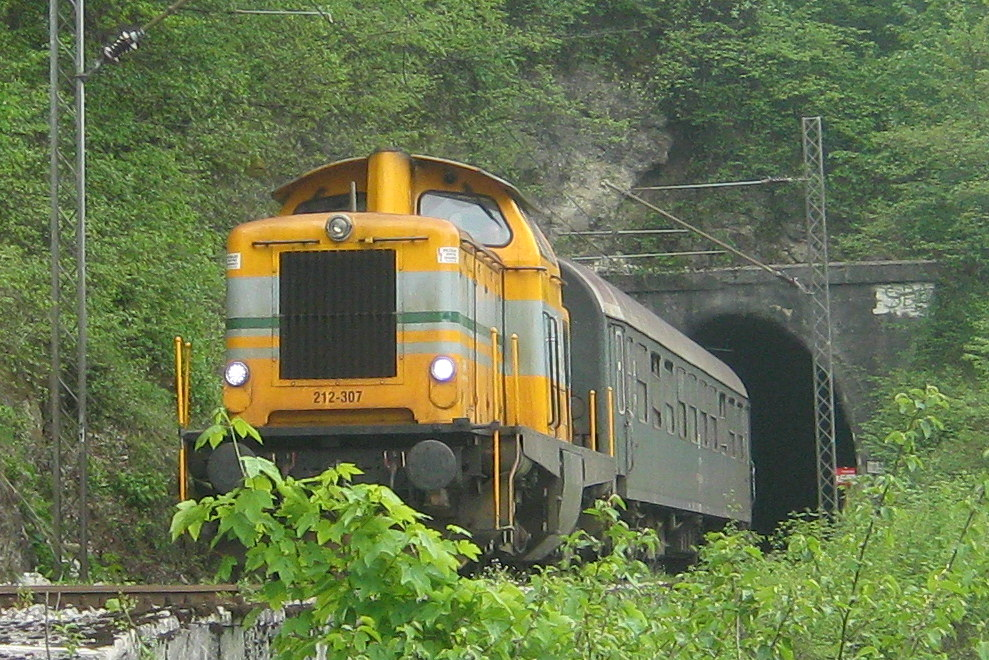
Zug auf der Una-Bahn zwischen Bihać und Bosanska Krupa mit einer aus Deutschland stammenden Diesellokomotive Baureihe ŽFBH 212 im Jahr 2012. Seit 2020 ruht der Personenverkehr auf diesem Streckenabschnitt.

2006 bis 2010 wurde das bosnische Teilstück von der Grenze nach Višegrad der serbischen Museumsbahn Šarganska osmica wiedereröffnet, allerdings bis 2022 kaum kommerziell genutzt. Es ist neben einer kurzen Montanbahn bei Banovići der einzige in Bosnien und Herzegowina verbliebene Rest des früher umfangreichen jugoslawischen Schmalspurnetzes in Bosnischer Spurweite von 760 mm.
2010 lieferte das kroatische Industrieunternehmen Končar Group einen Prototyp-Niederflurzug an die ŽFBH. Ab Juli 2012 verkehrte der Zug planmäßig zwischen Zenica und Mostar. Nach 8 Monaten musste der Niederflurzug aufgrund eines Schadens abgestellt und später wegen Zahlungsschwierigkeiten an den Hersteller zurückgegeben werden.
2011 wurden die Strecken Novi Grad–Prijedor–Banja Luka–Doboj der ŽRS und Sarajevo–Mostar–Čapljina der ŽFBH umfassend saniert. Der anschließende kroatische Abschnitt von Čapljina bis Ploče war bereits erneuert. Es verkehrte ein Zugpaar zwischen Sarajevo und Ploče, aber mit dem Fahrplanwechsel 2013/2014 haben die Kroatischen Bahnen (HŽ) auf ihrem Abschnitt zwischen Čapljina und Ploče den Personenverkehr eingestellt.

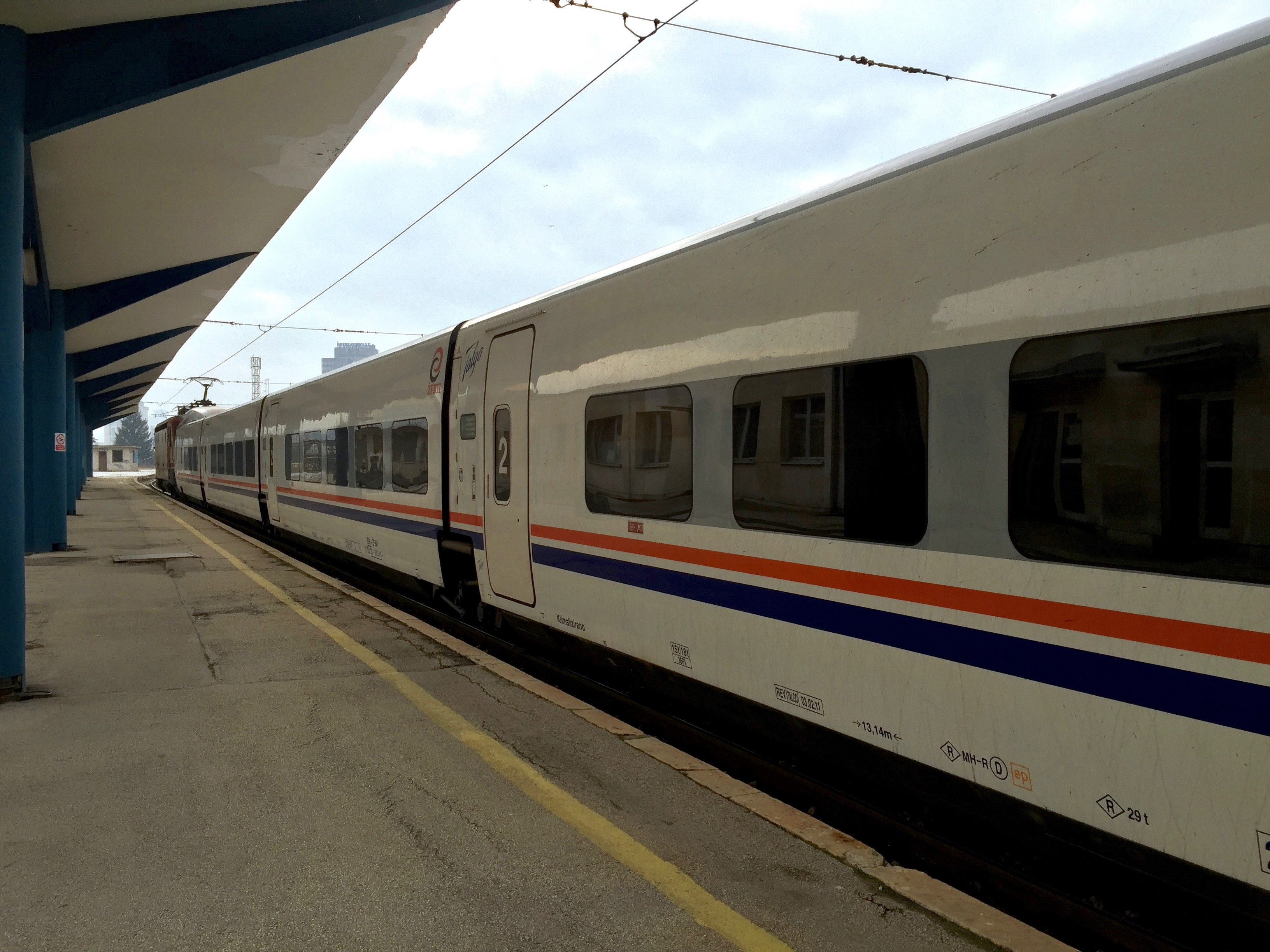
Talgo-Zug am Hauptbahnhof von Sarajevo im Jahr 2018

Die 2005 an die ŽFBH gelieferten Talgo-Züge blieben zunächst fünf Jahre abgestellt, bis 2016 ein Zugpaar zwischen Sarajevo und Doboj den Betrieb aufnahm. Seit 2017 verkehren die modernen Züge auf der Strecke Sarajevo–Mostar–Čapljina, im gleichen Jahr wurde die Verbindung Sarajevo–Doboj nach Banja Luka verlängert.
Am 14. Dezember 2023 ging die 23 km lange Stichstrecke von Podlugovi nach Vareš wieder in Betrieb, der 31 Jahre zuvor eingestellt worden war. Dahinter stand die Minengesellschaft Adriatic Metals.